# PowerPro
PowerPro — багатофункціональна програма для операційної системи Windows, яка поширюється на умовах ліцензії Freeware.

## Можливості програми

### Дії, які може виконувати програма
- Запуск програм, навіть з параметрами
- Емуляція натиснень клавіш і переміщень покажчика миші і клацань клавіш миші
- Збереження вмісту буфера обміну в файл, створення декількох буферів обміну, копіювання в буфер вмісту файлу
- Нагадування
- Запуск, зупинка програвання CD
- Висновок на екран різних повідомлень
- Створення «липких листочків» — плаваючих заміток з сортуванням за категоріями
- Запуск, зміна, тимчасове блокування запуску, зміна параметрів скрінсейвер
- Завершення роботи комп'ютера
- Пошук, друк файлів
- Операції з вікнами — активація, закриття, мінімізація (в тому числі в трей), відображення меню
- Регулювання рівня звуку
- Виконання скриптів, написаних на скриптовій мові програми

### Панелі та іконки в треї

#### Панелі
За допомогою PowerPro можна створювати панелі з будь-якою кількістю клавіш:
- плаваючі панелі;
- в заголовку вікна активного застосування;
- в панелі завдань (з можливістю відключення кнопки «Пуск»);
- з фіксованим розташуванням на екрані.

#### Іконки у системному треї
PowerPro може створювати іконки в системному треї з можливість призначення дій по правому, лівому і середньому кліках мишею.

### Кнопки і меню
На панелях PowerPro можна створювати кнопки, які виконуватимуть будь-яку з наведених вище дій, натискаючи ліву, праву та середню кнопки миші. Для кнопок можна встановити значки, текст та підказки.

### Віртуальні робочі столи
PowerPro може створювати до 9 віртуальних робочих столів з заданим набором програм і шпалерами.

### Запуск дій по заданій умові

#### Планувальник
PowerPro може виконувати вище перелічені дії в заданий час, а також при початку програми, бездіяльності системи і після виходу системи з бездіяльності.

#### Гарячі клавіші
PowerPro може задавати гарячі клавіші для виконання вище перелічених дій, а також виконувати їх при натисканні клавіш миші і переміщення миші в певні місця екрану.

#### Таймери
PowerPro має 26 вбудованих таймерів, які можуть працювати при наявності певних програм, встановленому dial-up з'єднанні, а також запускатися і зупинятися клавішами панелей і подіями планувальника. На зупинку, запуск і скидання таймера можна призначити будь-які вище перелічені дії.

## Підтримка плагінів
PowerPro підтримує технологію плагінів, за допомогою яких можна значно розширити функціональність програми

## Недоліки
- Немає україномовної допомоги.
- Збої в роботі з кирилицею в буфері обміну і при запису в файл.
- Активність спільноти після 2005 року знизилася, відповідають на питання мляво. Виняток становить інтеграція PowerPro і Total Commander. Навчальні ролики не оновлюються.